# Rhinolophus clivosus
Rhinolophus clivosus — вид рукокрилих родини Підковикові (Rhinolophidae).

## Поширення
Країни проживання: Алжир, Ангола, Бурунді, Камерун, Чад, Демократична Республіка Конго, Джибуті, Єгипет, Еритрея, Ефіопія, Ізраїль, Йорданія, Кенія, Лесото, Лівія, Малаві, Мозамбік, Намібія, Оман, Руанда, Саудівська Аравія, Сомалі, Південна Африка, Судан, Есватіні, Танзанія, Уганда, Ємен, Замбія, Зімбабве. Цей вид був записаний з найрізноманітніших середовищ існування, від саванових лісів, середземноморських чагарників, сухих (і, можливо, вологих) саван, відкритих луків і напівпустель до ще більш посушливого середовища. Сідала були знайдені в печерах, скелях, покинутих шахтах і різних сільських і міських будівлях.

## Загрози та охорона
Немає серйозних загроз для виду в цілому. Імовірно, присутній в багатьох охоронних територіях.